# 貝恩特森嶺
54°9′S 36°43′W / 54.150°S 36.717°W
貝恩特森嶺（Berntsen Ridge），是南極洲的山嶺，位於南喬治亞島北岸，西端始於滕斯貝格角，海拔高度約580米，以挪威捕鯨船長命名，現時由南極條約體系管理。